# مهرغان بايين (حومة لنجة)
مهرغان بایین (بالفارسية: مهرگان پایین) هي قرية تقع في إيران في منطقة مركزية ريفية. يقدر عدد سكانها بـ 208 نسمة .